# The Ventures
The Ventures su američki instrumentalni rock sastav osnovan 1958. godine u gradu Tacoma, u državi Washington. Oni su bili zapravo predhodnica rock invazije, isključivo instrumentalni sastav koji je prije svega promovirao novi zvuk, netom prije izmišljenih električnih gitara.
The Ventures su uz svoje suvremenike Johnny and the Hurricanes i The Shadows iz Engleske utjecali na razvoj te vrste glazbe u svijetu. Njihovi najveći hitovi bile su pjesme; Pipeline, Walk-Don’t Run, Hawaii Five-O, Perfidia, Lullaby of the Leaves, Apache, Telstar i Slaughter On Tenth Avenue.
Venturesi su do danas prodali preko 100 milijuna ploča, te su do danas najprodavaniji instrumentalnih sastava svih vremena. 2008. godine Venturesi su primljeni su u Rock and Roll Hall of Fame.
Za njih se kaže da su bili sastav koji je inicirao tisuću sastava. Jer oni su doista krenuli tako rano u te nove gitarističke vode, da su nihov način sviranja, preuzimali (i kasnije usavršavali mnogi drugi)
Bili su popularni 1960-ih, nakon toga više nikad nisu povratili stare pozicije, makar i dan danas imaju vjernu publiku u Japanu, gdje još uvijek idu na redovite turneje. 

## Povijest sastava

### Osnutak i uspjeh
Sastav su osnovali dva mlada zidarska radnika Don Wilson i Bob Bogle 1958. godine kao duet pod imenom The Versatones. Wilson je svirao ritam gitaru a Bogle solo, svirali su kojekuda po američkom pacifičkom zapadu. Potom su uzeli basistu Nokia Edwardsa. Uz pomoć bubnjara Skip Moora snimili su svoj prvi hit Walk-Don't Run (pjesmu gitarista Cheta Atkinsa) i uspjeli ući na top liste.
Kako su trebali stalnog bubnjara uzeli su Howia Johnsona, i krenuli na turneje, te snimili album da kapitaliziraju uspjeh prvog singla. Postava sastava se nije mijenjala sve do 1962. godine, i to je bilo zlatno doba Venturesa.  Snimili su zaredom niz uspješnih singl ploča, no ubrzo su se ustoličili kao lideri na tržištu albuma. Bili su jedni od pionira konceptualnih albuma, već s albumom The Colorful Ventures iz 1961. godine.
Godine 1962. Edwards je počeo svirati solo gitaru, a Bogle se prebacio na bas, jer Edwards je bio veći virtuoz i talenat. To je sastavu omogućilo da opstanu i kasnih 1960-ih.
Godine 1962. Johnson je teško ozlijedio kralježnicu u automobilskoj nesreći, i napustio sastav. Umjesto njega u sastav je ušao Mel Taylor, dotadašnji kućni bubnjar kluba The Palomino iz North Hollywooda.

### Preporod i pad popularnosti
Ovakav raspored sastava s Edwardsom na solo gitari, Taylorom na bubnjevima, Bogleom na basu i Wilsonom na ritam gitari ostao nepromijenjen sve do Edwardsonovog napuštanja sastava 1968. godine.
Njega je zamijenio Gerry McGee, no potom se je Edwards vratio 1973. i ostao s njima sve do 1984. (ali je i nakon toga išao naturneje s njima). Edwardsa je zamijenio i ovaj put Gerry McGee,  1996. godine umro im je bubnjar Mel Taylor. Na njegovo mjesto došao je njegov sin Leon Taylor.

### Karijera u kasnijim godinama
Interes za glazbu Venturesa je u Americi naglo spasnuo već od ranih 1970-ih, jer su se pojavili novi glazbeni trendovi. U kasnim 1970-im i 1980-ih, oživljavanja interesa za surf glazbu, i tu Venturesi dobivaju novi val publike. U više verzija su snimili svoju uspješnicu Surfin' And Spyin.
Njihova karijera je dobila još jedan inpuls kad je Quentin Tarantino uzeo njihovu izvedbu pjesme Surf Rider za soundtrack svojeg kultnog filma Pakleni šund.
The Ventures su još uvijek jedna od najpopularnijih američkih rock grupa u Japanu, tako da oni redovito idu na Japanske turneje od 1960-ih do danas. 

### The Ventures danas
Dana 10. ožujka 2008. The Ventures su primljeni su u Rock kuću slavnih (Rock and Roll Hall of Fame).

## Gitare sastava The Ventures
Tijekom svojih prvih godina (1958. – 1963.), Venturesi su svirali na Fender gitarama (obično Jazzmaster, Stratocaster i Precision Bass) kako za nastupe u živo, tako i na snimanjima. 
Zatim su ranih 1960-ih, počeli svirati na gitarama kalifornijskog proizvođača gitara - Mosrite, koji je dizajnirao gitare futurističkog izgleda pod nazivom Ventures Model. S tim gitarama su snimili svoj uspješni album The Ventures in Space (1963.). Od 1963. do 1968. godine na njihovim albumima je pisalo da The Ventures koriste "isključivo" Mosrite gitare. (The Ventures i dizajner Semie Moseley su bili partneri u distribuciji tih instrumenata). Nakon isteka ugovora s Moseleyem, Venturesi sviraju uglavnom na Fender gitarama. Iznimno rijetko koriste Mosrite gitare jer im je ugovor istekao.
Sredinom 1990-ih, tvtka Fender izdala je tzv limited edition Ventures gitara s potpisom (Jazzmaster, Stratocaster, Jazz Bass).
I tvrtke Aria Guitars i Wilson Brothers Guitars, su poznije izdali serije vlastitih gitara pod nazivom Ventures Signature Model. (Gitare tvrtke Wilson Brothers Guitars, jako nalikuju na Mosrite gitare.

## Diskografija

### Albumi
- (1960.) Walk Don't Run (BB #11) -- Dolton BLP 2003 (Mono) (CB #19)/BST 8003 (Stereo)
- (1961.) The Ventures (BB #105) -- Dolton BLP 2004 (CB #24)/BST 8004
- (1961.) Another Smash!!! (BB #39) -- Dolton BLP 2006 (CB #40)/BST 8006
- (1961.) The Colorful Ventures (BB #94) -- Dolton BLP 2008/BST 8008
- (1962.) Twist with the Ventures (BB #24) -- Dolton BLP 2010 (CB #24)/BST 8010 (CB #23)
- (1962.) Twist Party, Volume 2 (BB #40) -- Dolton BLP 2014 (CB #43)/BST 8014
- (1962.) Mashed Potatoes And Gravy (BB #45) -- Dolton BLP 2016 (CB #41)/BST 8016
- (1962.) Going to the Ventures' Dance Party! (BB #93) -- Dolton BLP 2017/BST 8017
- (1963.) "The Ventures Play Telstar and The Lonely Bull" (BB #8) -- Dolton BLP 2019 (CB #13)/BST 8019 (CB #20)
- (1963.) Bobby Vee Meets The Ventures (BB #91) -- Liberty LRP 3289 (CB #37)/LST 7289
- (1963.) Surfing (BB #30) -- Dolton BLP 2022 (CB #10)/BST 8022 (CB #21)
- (1963.) The Ventures Play the Country Classics (BB #101) -- Dolton BLP 2023 (CB #50)/BST 8023
- (1963.) Let's Go! (BB #30) -- Dolton BLP 2024 (CB #18)/BST 8024 (CB #19)
- (1964.) The Ventures In Space (BB #27) -- Dolton BLP 2027 (CB #13)/BST 8027 (CB #11)
- (1964.) The Fabulous Ventures (BB #32) -- Dolton BLP 2029 (CB #18)/BST 8029 (CB #19)
- (1964.) Walk, Don't Run, Vol. 2 (BB #17) -- Dolton BLP 2031 (CB #14)/BST 8031 (CB #14)
- (1965.) The Ventures Knock Me Out! (BB #31, CB #19) -- Dolton BLP 2033/BST 8033
- (1965.) Play Guitar with The Ventures (BB #96) -- Dolton BLP 16501/BST 17501
- (1965.) Play Guitar, Vol. 2 -- Dolton BLP 16502/BST 17502
- (1965.) Play Guitar, Vol. 3 -- Dolton BLP 16503/BST 17503
- (1965.) Play Guitar, Vol. 4: Play Electric Bass -- Dolton BLP 16504/BST 17504
- (1965.) The Ventures A Go-Go (BB #16, CB #12) -- Dolton BLP 2037/BST 8037
- (1965.) The Ventures Christmas Album (BB #9, CB #100) -- Dolton BLP 2038/BST 8038
- (1966.) Where the Action Is! (BB #33, CB #27) -- Dolton BLP 2040/BST 8040
- (1966.) The Ventures/Batman Theme (BB #42, CB #25) -- Dolton BLP 2042/BST 8042
- (1966.) All About the Ventures
- (1966.) Go With the Ventures! (BB #39, CB #19) -- Dolton BLP 2045/BST 8045
- (1966.) Wild Things! (BB #33, CB #28) -- Dolton BLP 2047/BST 8047
- (1967.) Guitar Freakout (BB #57, CB #18) -- Dolton BLP 2050/BST 80508050)
- (1967.) Super Psychedelics (BB #69, CB #50) -- Liberty LRP 2052/LST 8052 8052)
- (1967.) $1,000,000 Weekend (BB #55, CB #51) -- Liberty LRP 2054/LST 8054
- (1967.) Play Guitar, Vol. 7
- (1968.) Flights of Fantasy (BB #169, CB #79) -- Liberty LRP 2055/LST 8055
- (1968.) The Horse (BB #128, CB #69) -- Liberty LST 8057
- (1969.) Underground Fire (BB #157) -- Liberty LST 8059
- (1969.) Hawaii Five-O (BB #11, CB #10) -- Liberty LST 8061
- (1969.) Swamp Rock (BB #81) -- Liberty LST 8062
- (1970.) 10th Anniversary Album (BB #91) -- Liberty LST 35000
- (1971.) New Testament -- United Artists UAS 6796
- (1972.) Theme from "Shaft" (BB #195) -- United Artists UAS 5546
- (1972.) Joy: The Ventures Play the Classics (BB #146) -- United Artists UAS 5575
- (1972.) Rock and Roll Forever -- United Artists UAS 5649
- (1974.) Jim Croce Songbook -- United Artists UA-LA217-E
- (1974.) Best of Pops Sounds
- (1974.) The Ventures Play the Carpenters -- United Artists UA-LA231-G
- (1975.) Now Playing -- United Artists UA-LA471-G
- (1976.) Hollywood
- (1976.) Rocky Road: The New Ventures -- United Artists UA-LA586-F
- (1976.) Sunflower '76
- (1977.) TV Themes -- United Artists UA-LA717-F
- (1979.) Latin Album
- (1980.) Chameleon
- (1981.) 60's Pops
- (1982.) St. Louis Memory
- (1982.) The Last Album on Liberty
- (1983.) NASA 25th Anniversary Commemorative Album -- Tridex TDX 1003
- (1996.) The Ventures Favorites
- (1997.) Guitars on Mars
- (1997.) Wild Again -- GNP Crescendo GNPD 2252
- (1998.) New Depths -- GNP Crescendo GNPD 2259
- (1999.) Walk Don't Run 2000 Nancy Sinatra pjeva Kicks
- (2001.) Plays Southern All Stars
- (2002.) The Ventures Play the Greatest Instrumental Hits
- (2002.) Christmas Joy
- (2003.) Gold
- (2004.) Ventures Forever
- (2005.) Ventures a Go-Go
- (2007.) Rocky!
- (2010.) In My Life

## Vanjske poveznice
- Službene straniceThe Ventures (engl.)
- Stranice fanova (engl.)
- The Ventures On-line Jukebox  Arhivirana inačica izvorne stranice od 26. ožujka 2009. (Wayback Machine) (engl.)